# Tour de Corse 1977
Le Tour de Corse 1977 (21e Tour de Corse), disputé du 5 au 6 novembre 1977, est la cinquante-et-unième manche du championnat du monde des rallyes (WRC) courue depuis 1973, et la dixième manche du championnat du monde des rallyes 1977 (WRC). C'est également la dix-huitième des vingt épreuves de la Coupe FIA 1977 des pilotes de rallye, nouvellement créée. L'épreuve fait aussi partie du championnat de France des rallyes.

## Contexte avant la course

### Le championnat du monde
Succédant en 1973 au championnat international des marques (organisé de 1970 à 1972), le championnat mondial des rallyes pour marques recense les plus grandes épreuves internationales, dont huit se disputant en Europe. Les manches sélectives sont réservées aux voitures des catégories suivantes :
- Groupe 1 : voitures de tourisme de série
- Groupe 2 : voitures de tourisme spéciales
- Groupe 3 : voitures de grand tourisme de série
- Groupe 4 : voitures de grand tourisme spéciales

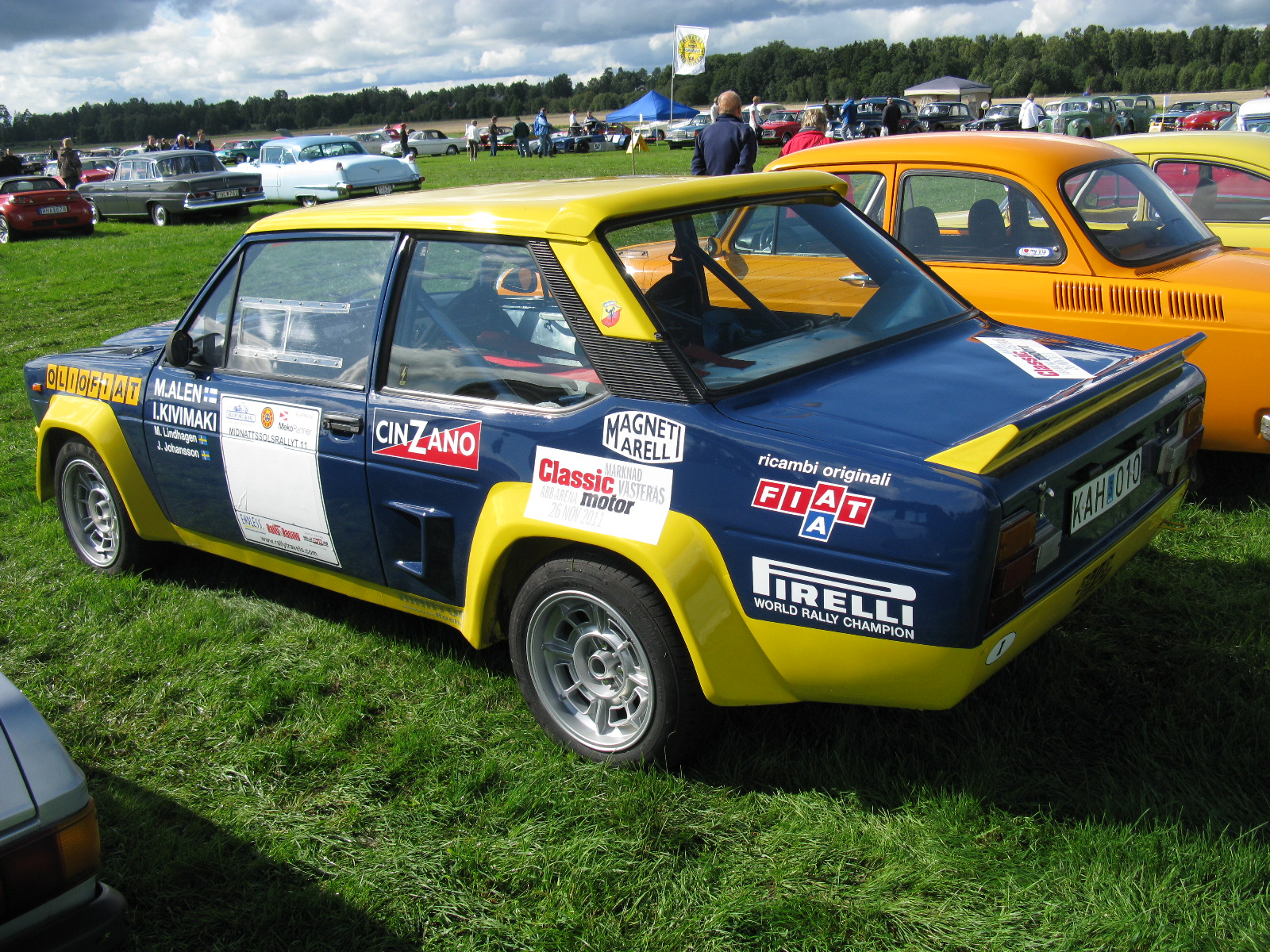
Une Fiat 131 Abarth lors d'une manifestation historique.

Deux victoires consécutives de la Fiat 131 Abarth (au Québec et en Italie) ont permis à Fiat de reprendre l'avantage sur Ford au championnat du monde. À deux manches de la fin, le constructeur italien possède six points d'avance et un succès en Corse pourrait lui assurer le titre quel que soit le résultat de la dernière épreuve, à condition que son rival termine au-delà de la troisième place. Malgré une participation épisodique cette saison, la Scuderia Lancia peut jouer les trouble-fête dans ce duel, la Stratos se montrant toujours redoutable sur asphalte comme sur terre.

#### Coupe FIA des pilotes
Pour la saison 1977, la FIA a également instauré une Coupe des pilotes, prenant en compte les résultats des onze manches mondiales ainsi que ceux de cinq rallyes du championnat d'Europe et de quatre autres épreuves internationales.

### L'épreuve
Créé en 1956 sous l’impulsion du docteur Jean Sermonard et du comte Peraldi, tous deux passionnés de sport automobile, le Tour de Corse revendique un parcours très sélectif qui lui a valu le surnom de rallye aux 10000 virages. Promu au rang international après seulement quelques années, le Tour de Corse constitue depuis 1973 la manche française du championnat du monde. Depuis son homologation en 1974, la Lancia Stratos y est à ce jour invaincue.

## Le parcours

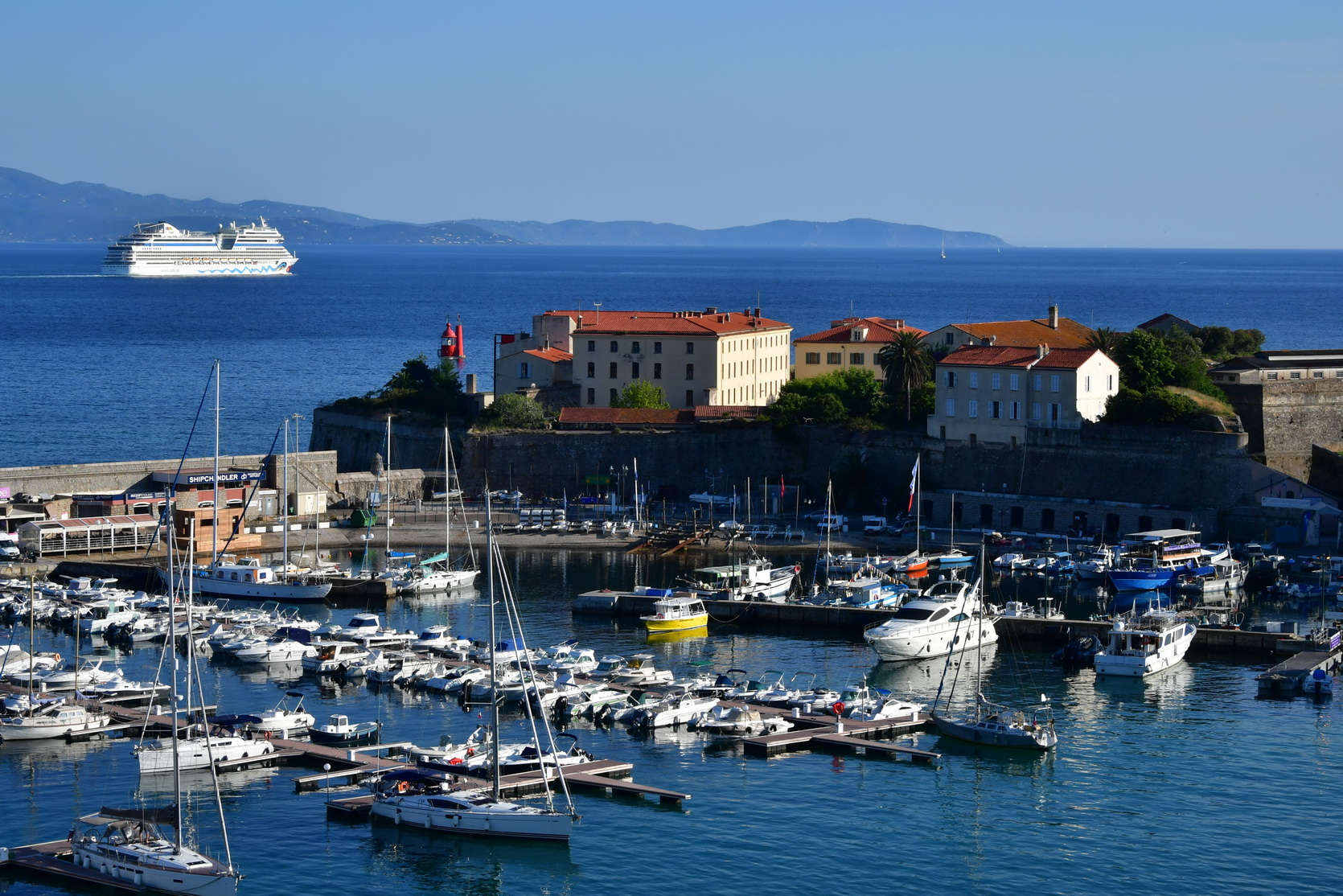
Le port d'Ajaccio, point central du rallye

- vérifications techniques : 4 novembre 1977 sur le port d'Ajaccio
- départ : 5 novembre 1977 d'Ajaccio
- arrivée : 6 novembre 1977 à Ajaccio
- distance : 1 350 km dont 655,8 km sur 13 épreuves spéciales (dont 4 à temps imparti)
- surface : asphalte
- Parcours divisé en deux étapes[3]

### Première étape
- Ajaccio - Sartène - Porto-Vecchio - Ajaccio, du 5 au 6 novembre
- 7 épreuves spéciales, 249,9 km

### Deuxième étape
- Ajaccio - Bastia - Calvi - Ajaccio, le 6 novembre
- 6 épreuves spéciales, 405,9 km

## Les forces en présence
- Fiat

Malgré le forfait de Walter Röhrl (poignet foulé lors de sa sortie de route au Rallye Sanremo), le constructeur turinois est à nouveau en position de force avec six 131 Abarth groupe 4 : trois officielles aux couleurs 'Oliofiat' pour Maurizio Verini, Fulvio Bacchelli et Bernard Darniche, épaulées par les trois voitures de l'écurie Fiat-France confiées à Jean-Claude Andruet, Francis Vincent et Michèle Mouton, qui bénéficient de l'assistance d'usine. Les 131 pèsent environ 920 kg et sont équipées d'un moteur quatre cylindres de deux litres de cylindrée à culasse à seize soupapes et système d'injection Kugelfischer. Verini, Bacchelli, Darniche et Andruet disposent des toutes dernières évolutions à carter sec et allumage électronique (données pour 240 chevaux) et suspension spéciale Bilstein, tandis que Vincent et Mouton pilotent les versions traditionnelles à carter humide (225 chevaux).
- Ford

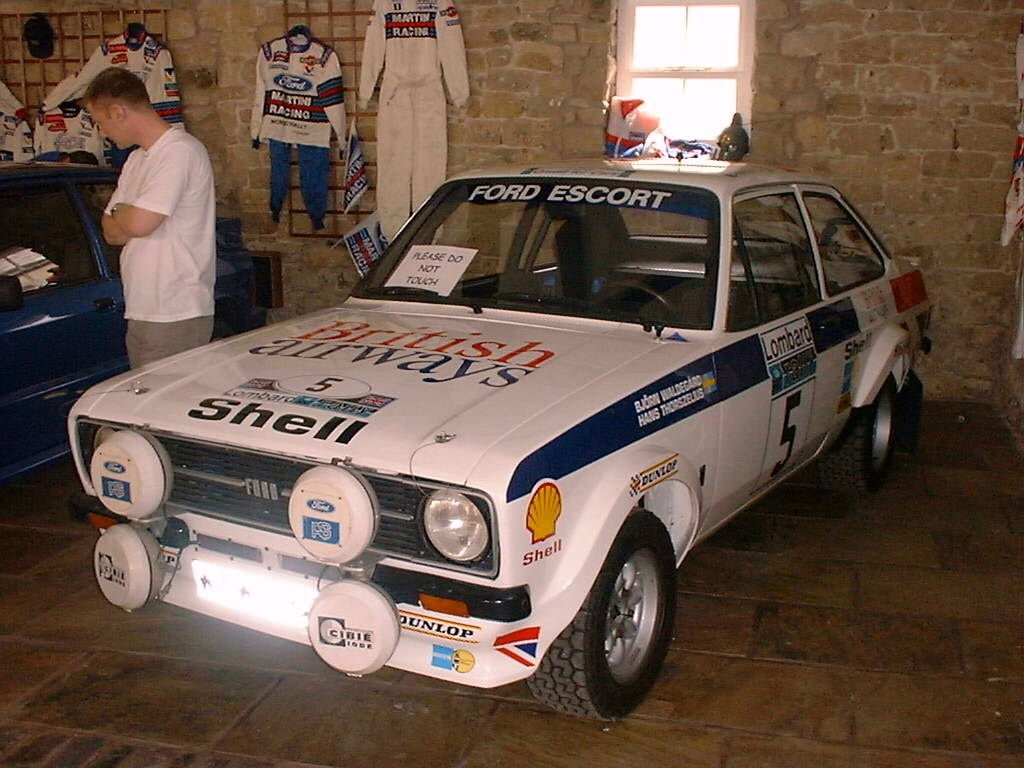
L'Escort RS 1800 groupe 4

Comme à Sanremo, Ford n'engage que deux Escort RS1800 groupe 4 face à l'armada italienne. Estimant qu'il manque d'expérience sur l'asphalte pour assurer un classement probant dans l'optique du championnat, Ari Vatanen a été remplacé par Jean-Pierre Nicolas, toujours très performant en Corse. Le pilote français est épaulé par le Britannique Russell Brookes, le pilote numéro un Björn Waldegård n'ayant pas souhaité participer à l'épreuve. Nicolas dispose de la version asphalte utilisée par Waldegård lors de la manche italienne (910 kg, moteur quatre cylindres seize soupapes de deux litres de cylindrée alimenté par deux carburateurs double-corps, plus de 260 chevaux), Brookes pilotant la voiture à conduite à droite utilisée par Roger Clark au dernier RAC, reconditionnée pour l’asphalte (environ une tonne, 245 chevaux).
- Lancia

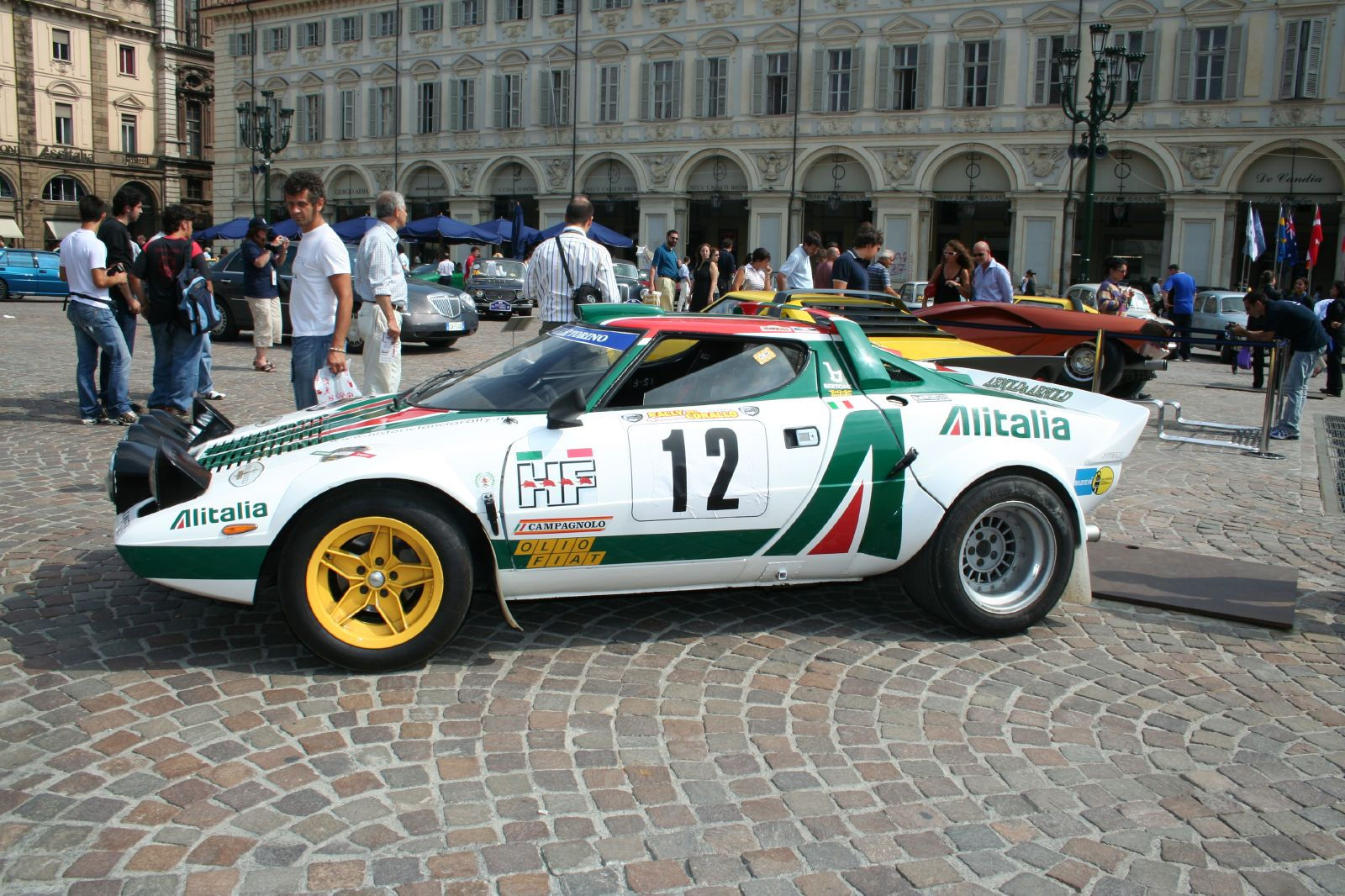
La Lancia Stratos HF groupe 4, principale favorite du Tour de Corse.

Sous les couleurs Alitalia, la Lancia aligne deux Stratos HF groupe 4 (930 kg, moteur central V6 24 soupapes de 2400 cm3, alimenté par trois carburateurs double-corps, développant 285 chevaux) pour Sandro Munari et Raffaele Pinto. Engagé par le Jolly Club, Tony Carello dispose quant à lui d'une Stratos semi-officielle (douze soupapes, 265 chevaux). Quant à Francis Serpaggi, il pilote comme l'année précédente d'une version douze soupapes engagée à titre privé. Invaincues depuis 1974, les Stratos sont les favorites de la course.
- Alpine

Bien que ne participant pas officiellement à l'épreuve, la marque française est encore largement représentée en Corse par des écuries privées, avec notamment Bernard Béguin (Alpine A310 groupe 4) et Jean-Pierre Manzagol (Alpine A110 1800 groupe 4). Les berlinettes A110 sont très nombreuses en groupe 3, les plus en vue étant celles de Pierre-Louis Moreau, Robert Simonetti et Jean-Claude Sola.
- Porsche

Les Porsche Carrera sont largement favorites en groupe 3, avec notamment Jean-François Mas, Gérard Swaton et Rolland de Libran. De son côté, Jacques Alméras a engagé une très puissante Carrera groupe 4, une voiture de plus de 300 chevaux.
- Peugeot

Le constructeur français a engagé deux coupés 104 ZS groupe 2 (780 kg, traction, moteur quatre cylindres 1124 cm3, 105 chevaux), pilotés par Timo Mäkinen et Jean-Claude Lefebvre. Peugeot a également engagé une 104 ZS groupe 1, confiée à Claude Laurent.
- Triumph

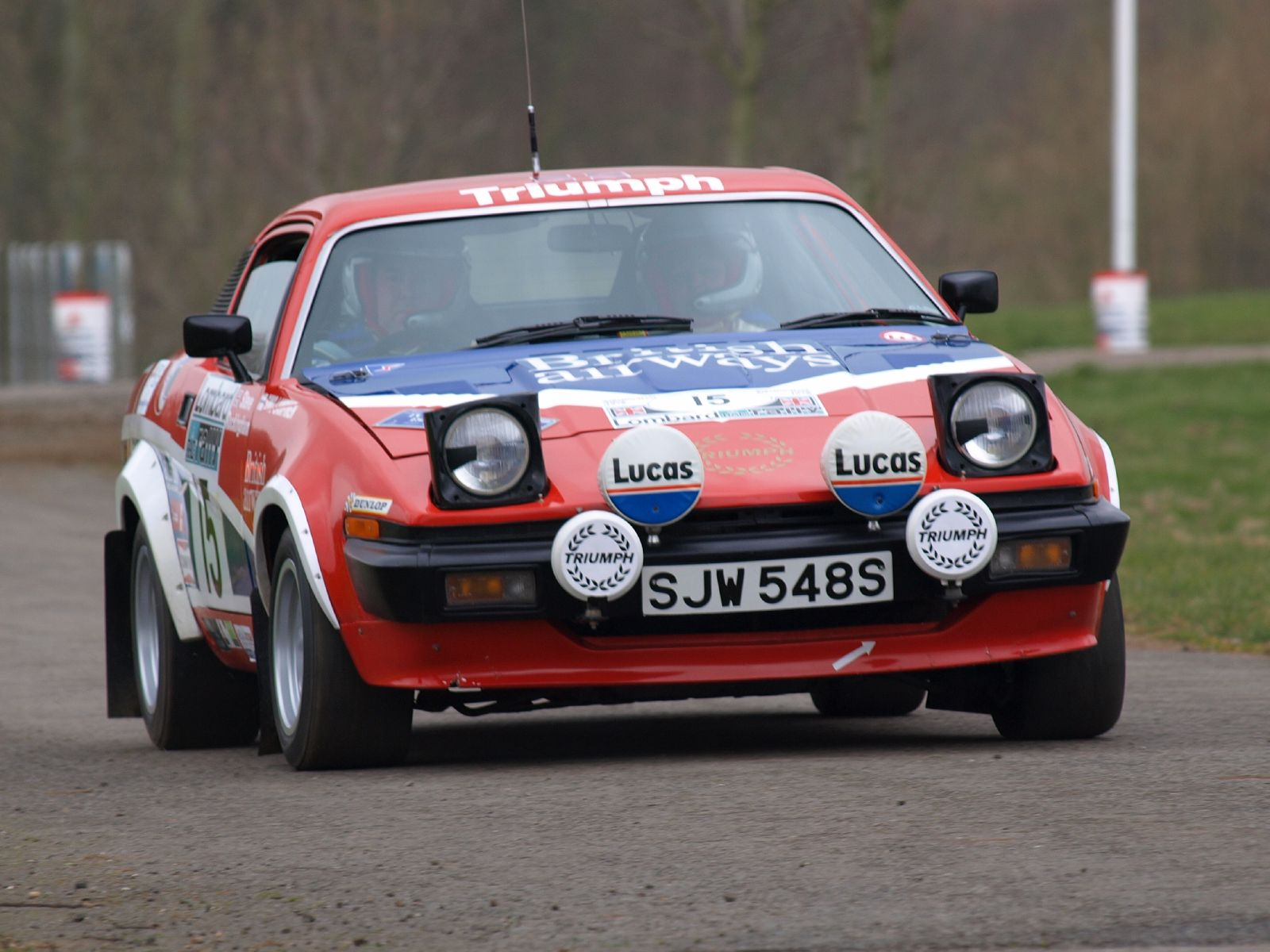
Une Triumph TR7 groupe 4 lors d'une manifestation historique.

British Leyland a engagé deux Triumph TR7 groupe 4 (1150 kg, moteur deux litres seize soupapes, 230 chevaux), confiées à Tony Pond et Brian Culcheth.
- Opel

Très prisées des pilotes amateurs, les Kadett GT/E constituent une bonne partie de plateau. Les meilleures versions groupe 2 (950 kg, 170 chevaux) sont favorites dans cette catégorie, avec notamment Jean-Louis Ravenel, Jean-Sébastien Couloumiès, Yves Loubet ou Luc Desangles. En groupe 1, le favori est de loin Jean-Louis Clarr, mais des pilotes comme Henry Greder, Jean-Charles Sévelinge ou Daniel de Meyer auront également leur carte à jouer.
- Autobianchi

L'importateur André Chardonnet a engagé deux A112 Abarth groupe 2 (700 kg, 90 chevaux) pour Pierre Pagani et Jean-Hugues Hazard.
- Toyota

Cinq coupés Celica 2000 GT groupe 1, flambant neufs, participent à l'épreuve : Jean-Luc Thérier participe à titre privé, tandis que le Team Aseptogyl a engagé quatre voitures pour Marianne Hoepfner, Marketta Oksala, Christine Beckers et Anna Cambiaghi.

## Déroulement de la course

### Première étape
Les 120 équipages prennent le départ d'Ajaccio le samedi matin, sous le soleil. Les routes parfaitement sèches sont favorables aux Lancia Stratos, et c'est Sandro Munari qui se montre de loin le plus rapide lors des deux premières épreuves spéciales. Sur sa Stratos personnelle, Francis Serpaggi a signé le second temps dans le premier secteur chronométré, mais a ensuite été légèrement ralenti par des problèmes de blocage de boîte de vitesses. À l’issue de ces deux premiers tronçons, Munari compte déjà vingt-quatre secondes d'avance sur la Ford Escort de Jean-Pierre Nicolas, talonné par les Fiat de Jean-Claude Andruet et Bernard Darniche qui encadrent Serpaggi. Le classement évolue lors de la troisième spéciale : à trois cents mètres de l'arrivée, dans un virage à droite très ombragé, Munari est surpris par une plaque de terre et sort de la route, endommageant fortement sa suspension avant gauche ; il abandonne sur place. Le rallye perd également un des principaux animateurs du groupe 1, Jean-Luc Thérier devant renoncer à cause d'une usure anormale des pneus sur sa Toyota Celica, en lambeaux après une soixantaine de kilomètres. Meilleur temps dans ce secteur, Andruet s'empare du commandement, juste devant Nicolas (à deux secondes) et Darniche (à trois secondes). Un peu plus loin viennent Raffaele Pinto (Lancia) et Maurizio Verini (Fiat), qui ont dépassé Serpaggi. Après un début de course prudent, Pinto attaque dans la quatrième spéciale et pour une seconde prend la première place à Andruet. Nicolas et Darniche restent très proches, devant Serpaggi qui a repassé Verini.
Le premier long secteur (plus de 130 km), entre Quenza et Prunelli, va se dérouler la nuit tombée. Il va être fatal à Andruet, victime d'une panne d'alternateur peu après le départ. Le pilote essaie d'économiser sa batterie en n'utilisant que ses feux de croisement, mais se retrouve rapidement totalement privé d'éclairage et doit abandonner sa Fiat sur le bas-côté. Parti derrière Andruet, Timo Mäkinen se déconcentre un instant en observant la Fiat arrêtée et sort de la route au virage suivant. Malgré l'aide de l'équipage français, Mäkinen et son copilote Henry Liddon ne parviennent pas à remettre la Peugeot 104 ZS sur la route et abandonnent également. Serpaggi n'ira pas non plus au terme de cette cinquième spéciale (moteur explosé), tout comme Russell Brookes (différentiel cassé sur son Escort) et Jean-Louis Clarr, sorti de la route alors qu'il dominait nettement le groupe 1 sur son Opel. Auteur du meilleur temps, Darniche ravit le commandement à Pinto, alors que Nicolas, longuement retardé par une crevaison, tombe à la quatrième place derrière la Fiat de Francis Vincent, accusant désormais un retard de près de quatre minutes. Les nombreux abandons ont profité à Bernard Béguin, qui pointe à la cinquième place au volant de son Alpine A310, juste devant la Fiat de Fulvio Bacchelli et la Lancia Stratos de Tony Carello, également retardé par des crevaisons en début de journée. Darniche s’impose à nouveau dans les deux dernières spéciales de cette première étape et rejoint Ajaccio fort d'une avance de plus d’une minute sur Pinto. Nicolas, troisième est à quatre minutes, devant Bacchelli, Vincent et Béguin qui comptent désormais plus de sept minutes de retard sur l'homme de tête. Le groupe 3 est dominé depuis le départ par la Porsche de Jean-François Mas, huitième au classement général, tandis que Jean-Claude Lefebvre, douzième, est largement en tête du groupe 2 sur sa 104 ZS.
| Pos. | Pilote               | Copilote            | Voiture            | Groupe | Temps           | Écart         |
| ---- | -------------------- | ------------------- | ------------------ | ------ | --------------- | ------------- |
| 1    | Bernard Darniche     | Alain Mahé          | Fiat 131 Abarth    | 4      | 2 h 59 min 12 s |               |
| 2    | Raffaele Pinto       | Arnaldo Bernacchini | Lancia Stratos HF  | 4      | 3 h 00 min 27 s | + 1 min 15 s  |
| 3    | Jean-Pierre Nicolas  | Vincent Laverne     | Ford Escort RS1800 | 4      | 3 h 03 min 18 s | + 4 min 06 s  |
| 4    | Francis Vincent      | Francis Calvier     | Fiat 131 Abarth    | 4      | 3 h 04 min 36 s | + 5 min 24 s  |
| 5    | Fulvio Bacchelli     | Bruno Scabini       | Fiat 131 Abarth    | 4      | 3 h 06 min 27 s | + 7 min 15 s  |
| 6    | Bernard Béguin       | Willy Huret         | Alpine A310        | 4      | 3 h 06 min 40 s | + 7 min 28 s  |
| 7    | Tony Carello         | Maurizio Perissinot | Lancia Stratos HF  | 4      | 3 h 07 min 55 s | + 8 min 43 s  |
| 8    | Jean-François Mas    | Maurice Gélin       | Porsche Carrera    | 3      | 3 h 08 min 52 s | + 9 min 40 s  |
| 9    | Michèle Mouton       | Françoise Conconi   | Fiat 131 Abarth    | 4      | 3 h 10 min 33 s | + 11 min 21 s |
| 10   | Maurizio Verini      | Bruno Scabini       | Fiat 131 Abarth    | 4      | 3 h 13 min 43 s | + 14 min 31 s |
| 11   | Gérard Swaton        | Bernard Cordesse    | Porsche Carrera    | 3      | 3 h 14 min 53 s | + 15 min 41 s |
| 12   | Jean-Claude Lefebvre | Jean Todt           | Peugeot 104 ZS     | 2      | 3 h 17 min 48 s | + 18 min 36 s |

### Deuxième étape

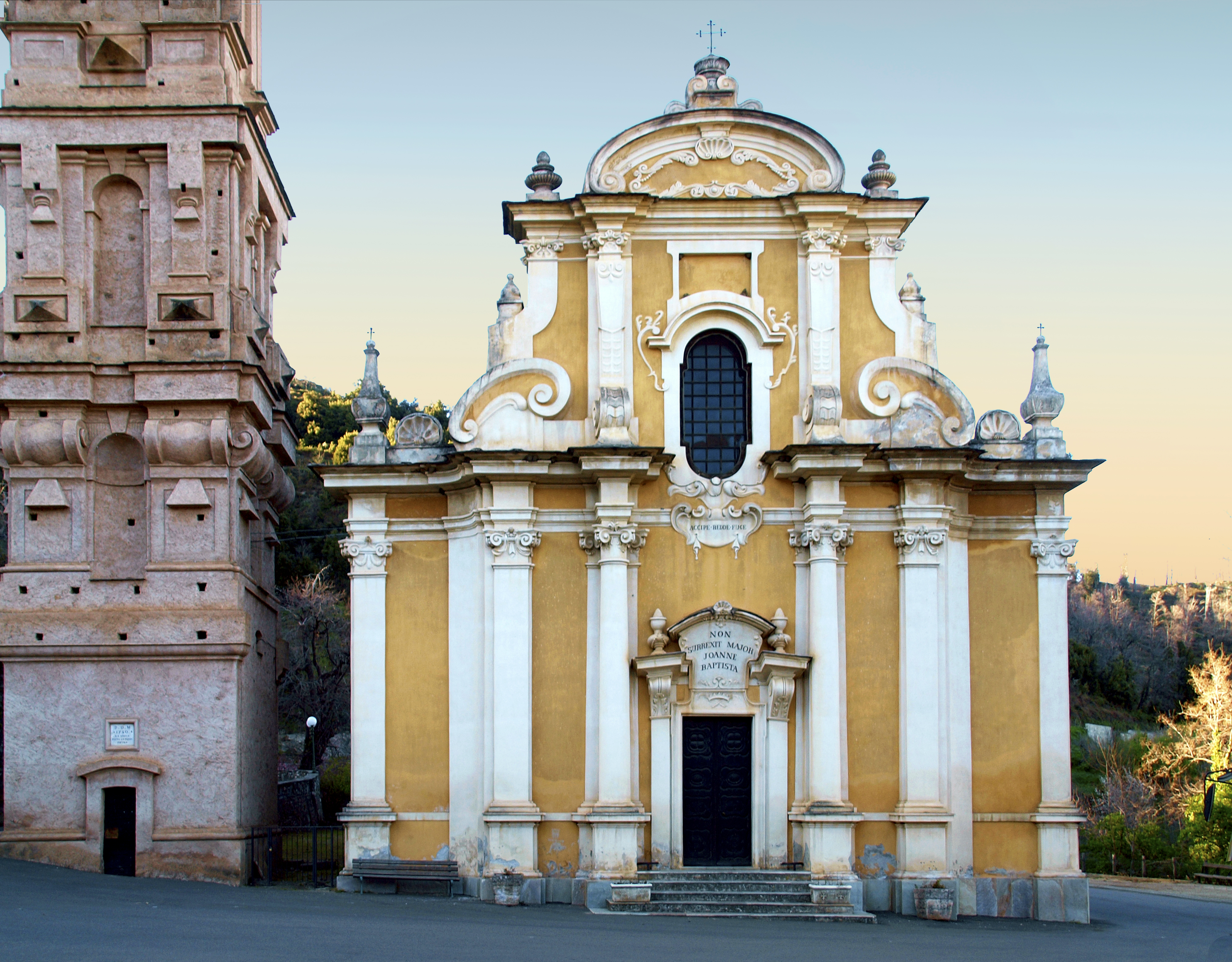
Le rallye bascule à La Porta, terme de la onzième spéciale du rallye : une erreur de Pinto a permis à Darniche de reprendre la tête et l'abandon de la Ford de Nicolas assure pratiquement le titre mondial à Fiat.

Les 65 concurrents rescapés repartent d'Ajaccio le dimanche matin. Dans le premier secteur chronométré, Nicolas sort le grand jeu et réalise le meilleur temps, réduisant son retard sur Darniche à un peu plus de trois minutes et demie, tandis que Pinto est revenu à moins d'une minute de l'homme de l'équipage de tête. Malchanceux, Vincent a été percuté par un autre véhicule sur le parcours de liaison ; la réparation du train avant de sa Fiat va lui coûter deux minutes de pénalisation et deux places au classement général. Nicolas réalise à nouveau une belle performance, juste derrière Pinto, dans la longue spéciale suivante, mais à l'arrivée de celle-ci des vibrations de l'arbre de transmission apparaissent, compromettant ses chances de terminer la course. Pinto se montre encore une fois le plus rapide sur la centaine de kilomètres du secteur suivant, reléguant Darniche à près d'une minute et demie, et reprenant le commandement de l'épreuve. Il compte alors quarante-sept secondes d'avance sur la Fiat du pilote français, et près de six minutes sur la Ford de Nicolas qui a nettement levé le pied pour tenter de rallier l'arrivée. Moteur cassé, Béguin a dû renoncer alors qu'il occupait la cinquième place sur son Alpine. Mas est violemment sorti de la route dans ce secteur, se fracturant la jambe ; Swaton, également sur Porsche, le relaie en tête du groupe 3. La spéciale entre Talasani et La Porta va mettre un terme aux espoirs de Ford au championnat : le pont de l'Escort de Nicolas n'a pas tenu, et l'abandon de la dernière Escort officielle permet à Fiat d'être pratiquement assuré du titre mondial. Une petite faute de Pinto (touchette) sur ce tronçon permet à Darniche de reprendre la tête de la course, une position qu'il va garder jusqu'à l'arrivée, s'octroyant un troisième succès dans cette épreuve et assurant le titre constructeurs à Fiat. Pinto, qui a levé le pied en fin de course, termine à la seconde place. Remonté en troisième position au terme de la dernière spéciale, Carello a dû volontairement pointer hors délai au contrôle horaire suivant pour prendre une minute de pénalité et retomber à la quatrième place derrière Bacchelli, respectant ainsi les consignes du directeur sportif du groupe Fiat qui, dès Calvi, avait demandé à ses pilotes de figer leurs positions. La victoire en groupe 3 revient à la Porsche de Swaton, neuvième au classement général, précédant de peu la modeste Peugeot 104 de Lefebvre, victorieuse du groupe 2.

### Classements intermédiaires
Classements intermédiaires des pilotes après chaque épreuve spéciale

### Classement général
| Pos | No | Pilote               | Copilote            | Voiture           | Temps           | Écart         | Groupe |
| --- | -- | -------------------- | ------------------- | ----------------- | --------------- | ------------- | ------ |
| 1   | 5  | Bernard Darniche     | Alain Mahé          | Fiat 131 Abarth   | 8 h 13 min 40 s |               | 4      |
| 2   | 4  | Raffaele Pinto       | Arnaldo Bernacchini | Lancia Stratos HF | 8 h 17 min 07 s | + 3 min 27 s  | 4      |
| 3   | 3  | Fulvio Bacchelli     | Bruno Scabini       | Fiat 131 Abarth   | 8 h 24 min 07 s | + 10 min 27 s | 4      |
| 4   | 19 | Tony Carello         | Maurizio Perissinot | Lancia Stratos HF | 8 h 25 min 02 s | + 11 min 22 s | 4      |
| 5   | 16 | Francis Vincent      | Francis Calvier     | Fiat 131 Abarth   | 8 h 30 min 01 s | + 16 min 21 s | 4      |
| 6   | 18 | Jacques Alméras      | 'Tilber'            | Porsche Carrera   | 8 h 34 min 24 s | + 20 min 44 s | 4      |
| 7   | 9  | Maurizio Verini      | 'Ninni' Russo       | Fiat 131 Abarth   | 8 h 49 min 58 s | + 36 min 18 s | 4      |
| 8   | 20 | Michèle Mouton       | Françoise Conconi   | Fiat 131 Abarth   | 8 h 50 min 48 s | + 37 min 08 s | 4      |
| 9   | 36 | Gérard Swaton        | Bernard Cordesse    | Porsche Carrera   | 8 h 58 min 39 s | + 44 min 59 s | 3      |
| 10  | 51 | Jean-Claude Lefebvre | Jean Todt           | Peugeot 104 ZS    | 8 h 59 min 01 s | + 45 min 21 s | 2      |

### Classements par groupe

#### Groupe 1
| Pos | no  | Pilote                 | Copilote         | Voiture          | Temps           | Écart         | Class. général        |
| --- | --- | ---------------------- | ---------------- | ---------------- | --------------- | ------------- | --------------------- |
| 1   | 127 | Daniel de Meyer        | Omer Véran       | Opel Kadett GT/E | 9 h 18 min 01 s |               | 13e à 1 h 04 min 21 s |
| 2   | 104 | Jean-Charles Sévelinge | Joseph Sévelinge | Opel Kadett GT/E | 9 h 20 min 49 s | + 2 min 48 s  | 16e à 1 h 07 min 09 s |
| 3   | 92  | Claude Laurent         | Jacques Marché   | Peugeot 104 ZS   | 9 h 46 min 59 s | + 28 min 58 s | 20e à 1 h 33 min 19 s |

#### Groupe 2
| Pos | no | Pilote               | Copilote        | Voiture                 | Temps           | Écart         | Class. général        |
| --- | -- | -------------------- | --------------- | ----------------------- | --------------- | ------------- | --------------------- |
| 1   | 51 | Jean-Claude Lefebvre | Jean Todt       | Peugeot 104 ZS          | 8 h 59 min 01 s |               | 10e à 45 min 21 s     |
| 2   | 52 | Pierre Pagani        | Xavier Carlotti | Autobianchi A112 Abarth | 9 h 19 min 22 s | + 20 min 21 s | 15e à 1 h 05 min 42 s |
| 3   | 81 | Luc Desangles        | P.M. Feretti    | Opel Kadett GT/E        | 9 h 43 min 03 s | + 44 min 02 s | 19e à 1 h 29 min 23 s |

#### Groupe 3
| Pos | no | Pilote           | Copilote              | Voiture          | Temps           | Écart         | Class. général        |
| --- | -- | ---------------- | --------------------- | ---------------- | --------------- | ------------- | --------------------- |
| 1   | 36 | Gérard Swaton    | Bernard Cordesse      | Porsche Carrera  | 8 h 58 min 39 s |               | 9e à 44 min 59 s      |
| 2   | 43 | Jean-Claude Sola | N. Sola               | Alpine A110 1800 | 9 h 17 min 31 s | + 18 min 52 s | 12e à 1 h 03 min 51 s |
| 3   | 41 | Robert Simonetti | Jean-Michel Simonetti | Alpine A110 1800 | 9 h 18 min 26 s | + 19 min 47 s | 14e à 1 h 04 min 46 s |

#### Groupe 4
| Pos | no | Pilote           | Copilote            | Voiture           | Temps           | Écart         | Class. général   |
| --- | -- | ---------------- | ------------------- | ----------------- | --------------- | ------------- | ---------------- |
| 1   | 5  | Bernard Darniche | Alain Mahé          | Fiat 131 Abarth   | 8 h 13 min 40 s |               | Vainqueur absolu |
| 2   | 4  | Raffaele Pinto   | Arnaldo Bernacchini | Lancia Stratos HF | 8 h 17 min 07 s | + 3 min 27 s  | 2e à 3 min 27 s  |
| 3   | 3  | Fulvio Bacchelli | Bruno Scabini       | Fiat 131 Abarth   | 8 h 24 min 07 s | + 10 min 27 s | 3e à 10 min 27 s |

### Hommes de tête
- ES1 à ES2 :  Sandro Munari -  Piero Sodano (Lancia Stratos HF)
- ES3 :  Jean-Claude Andruet -  Christian Delferrier (Fiat 131 Abarth)
- ES4 :  Raffaele Pinto -  Arnaldo Bernacchini (Lancia Stratos HF)
- ES5 à ES9 :  Bernard Darniche -  Alain Mahé (Fiat 131 Abarth)
- ES10 :  Raffaele Pinto -  Arnaldo Bernacchini (Lancia Stratos HF)
- ES11 à ES13 :  Bernard Darniche -  Alain Mahé (Fiat 131 Abarth)

### Vainqueurs d'épreuves spéciales
- Raffaele Pinto -  Arnaldo Bernacchini (Lancia Stratos HF) : 4 spéciales (ES 2, 4, 9, 10)
- Bernard Darniche -  Alain Mahé (Fiat 131 Abarth) : 4 spéciales (ES 5 à 7, 11)
- Jacques Alméras -  'Tilber' (Porsche Carrera) : 2 spéciales (ES 12, 13)
- Sandro Munari -  Piero Sodano (Lancia Stratos HF) : 1 spéciale (ES 1)
- Jean-Claude Andruet -  Christian Delferrier (Fiat 131 Abarth) : 1 spéciale (ES 3)
- Jean-Pierre Nicolas -  Vincent Laverne (Ford Escort RS1800) : 1 spéciale (ES 8)

## Résultats des principaux engagés
| No  | Pilote                    | Copilote               | Voiture                 | Groupe | Classement général                               | Class. groupe |
| --- | ------------------------- | ---------------------- | ----------------------- | ------ | ------------------------------------------------ | ------------- |
| 1   | Sandro Munari             | Piero Sodano           | Lancia Stratos HF       | 4      | ab. dans la 3e spéciale (sortie de route)        | -             |
| 2   | Jean-Pierre Nicolas       | Vincent Laverne        | Ford Escort RS1800      | 4      | ab. dans la 11e spéciale (arbre de transmission) | -             |
| 3   | Fulvio Bacchelli          | Bruno Scabini          | Fiat 131 Abarth         | 4      | 3e à 10 min 27 s                                 | 3e            |
| 4   | Raffaele Pinto            | Arnaldo Bernacchini    | Lancia Stratos HF       | 4      | 2e à 3 min 27 s                                  | 2e            |
| 5   | Bernard Darniche          | Alain Mahé             | Fiat 131 Abarth         | 4      | 1er                                              | 1er           |
| 6   | Jean-Pierre Manzagol      | Jean-Francois Filippi  | Alpine A110 1800        | 4      | ab. après la 7e spéciale (mise hors-course)      | -             |
| 7   | Jean-Claude Andruet       | Christian Delferrier   | Fiat 131 Abarth         | 4      | ab. dans la 5e spéciale (alternateur)            | -             |
| 8   | Timo Mäkinen              | Henry Liddon           | Peugeot 104 ZS          | 2      | ab. dans la 5e spéciale (sortie de route)        | -             |
| 9   | Maurizio Verini           | Bruno Scabini          | Fiat 131 Abarth         | 4      | 7e à 36 min 18 s                                 | 7e            |
| 10  | Jean-Luc Thérier          | Michel Vial            | Toyota Celica 2000 GT   | 1      | ab. après la 3e spéciale (crevaisons multiples)  | -             |
| 11  | Walter Röhrl              | Christian Geistdörfer  | Fiat 131 Abarth         | 4      | forfait (Röhrl blessé au poignet)                |               |
| 12  | Russell Brookes           | Martin Holmes          | Ford Escort RS1800      | 4      | ab. dans la 5e spéciale (différentiel)           | -             |
| 14  | Bernard Béguin            | Willy Huret            | Alpine A310             | 4      | ab. après la 10e spéciale (moteur)               | -             |
| 15  | Francis Serpaggi          | Dominique Subrini      | Lancia Stratos HF       | 4      | ab. dans la 5e spéciale (moteur explosé)         | -             |
| 16  | Francis Vincent           | Francis Calvier        | Fiat 131 Abarth         | 4      | 5e à 16 min 21 s                                 | 5e            |
| 17  | Brian Culcheth            | Johnstone Syer         | Triumph TR7             | 4      | 11e à 51 min 12 s                                | 9e            |
| 18  | Jacques Alméras           | 'Tilber'               | Porsche Carrera         | 4      | 6e à 20 min 44 s                                 | 6e            |
| 19  | Tony Carello              | Maurizio Perissinot    | Lancia Stratos HF       | 4      | 4e à 11 min 22 s                                 | 4e            |
| 20  | Michèle Mouton            | Françoise Conconi      | Fiat 131 Abarth         | 4      | 8e à 37 min 08 s                                 | 8e            |
| 21  | Tony Pond                 | Fred Gallagher         | Triumph TR7             | 4      | ab. dans la 1re spéciale (boîte de vitesses)     | -             |
| 35  | Jean-François Mas         | Maurice Gélin          | Porsche Carrera         | 3      | ab. dans la 10e spéciale (sortie de route)       | -             |
| 36  | Gérard Swaton             | Bernard Cordesse       | Porsche Carrera         | 3      | 9e à 44 min 59 s                                 | 1er           |
| 37  | Pierre-Louis Moreau       | Patrice Baron          | Alpine A110 1800        | 3      | 17e à 1 h 08 min 46 s                            | 4e            |
| 41  | Robert Simonetti          | Jean-Michel Simonetti  | Alpine A110 1800        | 3      | 14e à 1 h 04 min 46 s                            | 3e            |
| 43  | Jean-Claude Sola          | N. Sola                | Alpine A110 1800        | 3      | 12e à 1 h 03 min 51 s                            | 2e            |
| 46  | Rolland de Libran         | Jean-François du Roure | Porsche Carrera         | 3      | 18e à 1 h 17 min 23 s                            | 5e            |
| 48  | Jean-Louis Ravenel        | Claude Buchet          | Opel Kadett GT/E        | 2      | ab. dans la 1re étape (joint de culasse)         | -             |
| 51  | Jean-Claude Lefebvre      | Jean Todt              | Peugeot 104 ZS          | 2      | 10e à 45 min 21 s                                | 1er           |
| 52  | Pierre Pagani             | Xavier Carlotti        | Autobianchi A112 Abarth | 2      | 15e à 1 h 05 min 42 s                            | 2e            |
| 54  | Jean-Sébastien Couloumiès | Jean-Bernard Vieu      | Opel Kadett GT/E        | 2      | ab. dans la 7e spéciale (sortie de route)        | -             |
| 61  | Jean-Hugues Hazard        | Gibaud                 | Autobianchi A112 Abarth | 2      | ab. dans la 1re spéciale (thermostat)            | -             |
| 81  | Luc Desangles             | P.M. Feretti           | Opel Kadett GT/E        | 2      | 19e à 1 h 29 min 23 s                            | 3e            |
| 89  | Yves Loubet               | Jean-François Alemany  | Opel Kadett GT/E        | 2      | ab. dans la 2e étape (direction)                 | -             |
| 91  | Jean-Louis Clarr          | Joseph Pantalacci      | Opel Kadett GT/E        | 1      | ab. dans la 5e spéciale (sortie de route)        | -             |
| 92  | Claude Laurent            | Jacques Marché         | Peugeot 104 ZS          | 1      | 20e à 1 h 33 min 19 s                            | 3e            |
| 93  | Henry Greder              | Régine 'Céligny'       | Opel Kadett GT/E        | 1      | ab. dans la 11e spéciale (pompe à essence)       | -             |
| 94  | Marianne Hoepfner         | Denise Emmanuelli      | Toyota Celica 2000 GT   | 1      | ab. dans la 1re étape (suspension arrière)       | -             |
| 104 | Jean-Charles Sévelinge    | Joseph Sévelinge       | Opel Kadett GT/E        | 1      | 16e à 1 h 07 min 09 s                            | 2e            |
| 127 | Daniel de Meyer           | Omer Véran             | Opel Kadett GT/E        | 1      | 13e à 1 h 04 min 21 s                            | 1er           |

## Classement du championnat à l'issue de la course
- Attribution des points : 10, 9, 8, 7, 6, 5, 4, 3, 2, 1 respectivement aux dix premières marques de chaque épreuve, additionnés de 8, 7, 6, 5, 4, 3, 2, 1 respectivement aux huit premières de chaque groupe (seule la voiture la mieux classée de chaque constructeur marque des points). Les points de groupe ne sont attribués qu'aux concurrents ayant terminé dans les dix premiers au classement général.
- Seuls les huit meilleurs résultats (sur onze épreuves) sont retenus pour le décompte final des points[7]. Fiat doit donc décompter les douze points acquis en Grèce.
- Comptant douze points d'avance sur Ford, Fiat est déjà assuré du titre mondial, son adversaire ne pouvant améliorer son score que de huit points en cas de succès en Grande-Bretagne (devant dans ce cas décompter des dix-huit points de la victoire les dix points acquis en Italie).

| Pos. | Marque         | Points    | M-C  | SUE  | POR  | SAF  | NZL  | ACR   | FIN  | QUE  | SAN  | COR  | RAC |
| ---- | -------------- | --------- | ---- | ---- | ---- | ---- | ---- | ----- | ---- | ---- | ---- | ---- | --- |
| 1    | Fiat           | 136 (148) | 9+7  | 7+7  | 10+8 | -    | 10+8 | (7+5) | 9+7  | 10+8 | 10+8 | 10+8 |     |
| 2    | Ford           | 124       | -    | 6+8  | 9+7  | 10+8 | 9+7  | 10+8  | 10+8 | 6+8  | 6+4  | -    |     |
| 3    | Opel           | 64        | 1+8  | 9+8  | 5+8  | -    | -    | 2+2   | 4+4  | -    | 5+8  | -    |     |
| 4    | Lancia         | 60        | 10+8 | -    | -    | 8+6  | -    | -     | -    | -    | 7+5  | 9+7  |     |
| 5    | Toyota         | 52        | -    | 4+6  | 8+6  | -    | 1+7  | -     | 7+5  | 1+7  | -    | -    |     |
| 6    | Datsun         | 40        | -    | -    | -    | 9+7  | -    | 8+6   | -    | 2+8  | -    | -    |     |
| 7    | Porsche        | 35        | 6+8  | -    | 2+2  | -    | -    | -     | -    | -    | 1+8  | 5+3  |     |
| 8    | Saab           | 28        | -    | 10+8 | -    | -    | -    | -     | -    | 6+4  | -    | -    |     |
| 8=   | Mitsubishi     | 28        | -    | -    | -    | 7+5  | 2+1  | -     | -    | 5+8  | -    | -    |     |
| 10   | Chrysler       | 24        | -    | -    | -    | -    | -    | 3+7   | 6+8  | -    | -    | -    |     |
| 11   | Renault        | 18        | -    | -    | -    | -    | -    | 4+3   | -    | -    | 4+7  | -    |     |
| 12   | Peugeot        | 15        | -    | -    | -    | 4+2  | -    | -     | -    | -    | -    | 1+8  |     |
| 13   | Seat           | 14        | 8+6  | -    | -    | -    | -    | -     | -    | -    | -    | -    |     |
| 14   | Citroën        | 13        | -    | -    | -    | -    | -    | 5+8   | -    | -    | -    | -    |     |
| 15   | Triumph        | 12        | -    | -    | -    | -    | -    | -     | -    | 7+5  | -    | -    |     |
| 16   | Mazda          | 10        | -    | -    | -    | -    | 6+4  | -     | -    | -    | -    | -    |     |
| 16=  | Alpine-Renault | 10        | 3+7  | -    | -    | -    | -    | -     | -    | -    | -    | -    |     |
| 18   | Volvo          | 8         | -    | 3+5  | -    | -    | -    | -     | -    | -    | -    | -    |     |
| 19   | Alfa Romeo     | 7         | -    | -    | -    | -    | -    | -     | -    | -    | 2+5  | -    |     |
| 19=  | Škoda          | 7         | -    | -    | -    | -    | -    | -     | 1+6  | -    | -    | -    |     |
| 21   | Lada           | 4         | -    | 1+3  | -    | -    | -    | -     | -    | -    | -    | -    |     |

### Coupe FIA des pilotes
- attribution des points : 9, 6, 4, 3, 2, 1 respectivement aux six premiers de chaque épreuve. Sont retenus pour le décompte final les cinq meilleurs résultats des onze épreuves mondiales (catégorie A), les deux meilleurs résultats des cinq rallyes sélectifs du Championnat d'Europe (catégorie B) et les deux meilleurs résultats des quatre autres rallyes sélectifs (catégorie C).
- le règlement pénalise les pilotes n'ayant participé à aucune manche du championnat d'Europe (catégorie B), les privant d'un de leurs meilleurs résultats ; en conséquence, Björn Waldegård doit décompter les neuf points de sa victoire en Grèce.

| Pos. | Pilote              | Marque  | Points  | M-C (A) | ARC (B) | SUE (A) | POR (A) | SAF (A) | NZL (A) | ACR (A) | GIR (C) | AFS (C) | POL (B) | FIN (A) | SM (B) | QUE (A) | TdF (B) | SAN (A) | AUS (C) | CAT (B) | COR (A) | RAC (A) | BAN (C) |
| ---- | ------------------- | ------- | ------- | ------- | ------- | ------- | ------- | ------- | ------- | ------- | ------- | ------- | ------- | ------- | ------ | ------- | ------- | ------- | ------- | ------- | ------- | ------- | ------- |
| 1    | Sandro Munari       | Lancia  | 31      | 9       | -       | -       | -       | 4       | -       | -       | -       | 9       | -       | -       | 9      | -       | -       | -       | -       | -       | -       |         |         |
| 2    | Bernard Darniche    | Lancia  | 27      | -       | -       | -       | -       | -       | -       | -       | -       | -       | 9       | -       | -      | -       | 9       | -       | -       | -       | 9       |         |         |
| 3    | Björn Waldegård     | Ford    | 21 (30) | -       | -       | -       | 6       | 9       | -       | (9)     | -       | -       | -       | 4       | -      | -       | -       | 2       | -       | -       | -       |         |         |
| 4    | Jean-Claude Andruet | Fiat    | 18      | 6       | -       | -       | 3       | -       | -       | -       | -       | -       | -       | -       | -      | -       | -       | 9       | -       | -       | -       |         |         |
| 5    | Ari Vatanen         | Ford    | 15      | -       | 9       | -       | -       | -       | 6       | -       | -       | -       | -       | -       | -      | -       | -       | -       | -       | -       | -       |         |         |
| 5=   | Timo Salonen        | Fiat    | 15      | -       | -       | -       | -       | -       | -       | -       | -       | -       | -       | 6       | -      | 9       | -       | -       | -       | -       | -       |         |         |
| 5=   | Rauno Aaltonen      | Datsun  | 15      | -       | -       | -       | -       | 6       | -       | -       | -       | -       | -       | -       | -      | -       | -       | -       | 9       | -       | -       |         |         |
| 5=   | Michèle Mouton      | Porsche | 15      | -       | -       | -       | -       | -       | -       | -       | -       | -       | -       | -       | -      | -       | 6       | -       | -       | 9       | -       |         |         |
| 5=   | Simo Lampinen       | Fiat    | 15      | -       | -       | 3       | -       | -       | 3       | 3       | -       | -       | -       | -       | -      | 6       | -       | -       | -       | -       | -       |         |         |
| 10   | Markku Alén         | Fiat    | 13      | -       | -       | -       | 9       | -       | 4       | -       | -       | -       | -       | -       | -      | -       | -       | -       | -       | -       | -       |         |         |
| 10=  | Fulvio Bacchelli    | Fiat    | 13      | -       | -       | -       | -       | -       | 9       | -       | -       | -       | -       | -       | -      | -       | -       | -       | -       | -       | 4       |         |         |
| 10=  | Kyösti Hämäläinen   | Ford    | 13      | -       | 2       | 2       | -       | -       | -       | -       | -       | -       | -       | 9       | -      | -       | -       | -       | -       | -       | -       |         |         |
| 13   | Maurizio Verini     | Fiat    | 12      | -       | -       | -       | 2       | -       | -       | -       | -       | -       | -       | -       | 4      | -       | -       | 6       | -       | -       | -       |         |         |
| 14   | Antonio Zanini      | Seat    | 10      | 4       | -       | -       | -       | -       | -       | -       | -       | -       | 6       | -       | -      | -       | -       | -       | -       | -       | -       |         |         |
| 14=  | Roger Clark         | Ford    | 10      | -       | -       | -       | -       | -       | -       | 6       | -       | -       | -       | -       | -      | 4       | -       | -       | -       | -       | -       |         |         |
| 14=  | Harry Källström     | Datsun  | 10      | -       | -       | -       | -       | -       | -       | 4       | -       | -       | -       | -       | -      | -       | -       | -       | 6       | -       | -       |         |         |
| 17   | Stig Blomqvist      | Saab    | 9       | -       | -       | 9       | -       | -       | -       | -       | -       | -       | -       | -       | -      | -       | -       | -       | -       | -       | -       |         |         |
| 17=  | Vittorio Coggiola   | Porsche | 9       | -       | -       | -       | -       | -       | -       | -       | 9       | -       | -       | -       | -      | -       | -       | -       | -       | -       | -       |         |         |
| 17=  | Mauro Pregliasco    | Lancia  | 9       | -       | -       | -       | -       | -       | -       | -       | -       | -       | -       | -       | 6      | -       | -       | 3       | -       | -       | -       |         |         |
| 17=  | Salvador Cañellas   | Seat    | 9       | 3       | -       | -       | -       | -       | -       | -       | -       | -       | -       | -       | -      | -       | -       | -       | -       | 6       | -       |         |         |

- À noter : le classement provisoire ci-dessus intègre le déclassement de la Ford de l'équipage Hettema-Boschof (initialement victorieuse du 'Total Rally South Africa'), à la suite d'une réclamation de la Scuderia Lancia, donnant la victoire sur tapis vert à la Lancia Stratos de Munari-Sodano. Les résultats de l'épreuve sud-africaine ne furent entérinés par la FIA qu'en février 1978[8]. Ci-dessous les scores effectifs après le Tour de Corse, prenant en compte la  victoire d'Hettema en Afrique du Sud, tels que publiés à l'issue de la course :

1. Sandro Munari : 28 points
2. Bernard Darniche : 27 points
3. Björn Waldegård : 21 points